# Маркіна гора
51°23′21″ пн. ш. 39°02′19″ сх. д. / 51.38917° пн. ш. 39.03861° сх. д.
Маркіна гора (Костенки XIV, рос. Костёнки) — палеолітичне поселення віком близько 37 тис. років біля села Костенки Хохольского району Воронезької області. Знаходиться на другій надпойменній терасі правого берега річки Дон, на мису, що носить назву Маркіна гора. Належить до групи поселень Костенківсько-Борщевські стоянки або Костенківський комплекс стоянок.

## Історія розкопок
Розкопки на Маркіній горі привели до відкриття раніше невідомого пласта прадавніх верхньопалеолітичних пам'ятників Східної Європи, і отримання несподіваних для цього часу археологічних матеріалів. Вік, принаймні, трьох культурних шарів визначається їх стратиграфічним положенням під горизонтом вулканічного попелу, утворення якого зв'язується з одним з вивержень вулканічної системи Флегрейських полей в Італії, датованим 39280 ± 110 роками. Радіовуглецеві і IRSL дати для цих культурних шарів в межах 34-44 тис. років і дані палінологічного аналізу не суперечать геологічному віку відкладень.
Ориньякським шляхом розвитку йшли культури, представленні в шарах III і IV на стоянці Костенки-14. Під ориньякським шаром зафіксовано наявність трьох культурних шарів, нижній з яких (IVб) свідчить про існування раніше невідомої культурної традиції, датується віком 42-44 тис. років.

## Матеріальна культура
У культурному шарі знайдено пластини, скребки, різці, а також кістки тварин (в основному диких коней).
Два культурні шари є залишками поселень віком 40 тисяч років:
1. результат одноразового загонного полювання;
2. пов'язаний з рибальством, плетінням мереж.

Дуже розвинена кістяна індустрія, орнаментальне мистецтво. Орнаментовані пронизування і раковини зі штучними отворами. Існування поселення перервано катастрофічною подією.

## Антропологія і генетика
У третьому культурному шарі в 1954 році було знайдено поховання в неглибокій овальній могилі, що містило майже повний скелет 21-річного чоловіка K14, похованого близько 37 тисяч років тому. Його ріст -160 см. Об'єм мозкової порожнини — 1165 см³.
Людські рештки відрізняло невисокий зріст (160 см), вузьке обличчя, широкий ніс, прогнатизм Проте пізнє населення стоянки має вже кроманьоїдний вигляд.
По будові тіла і зовнішньому вигляду людина принципово не відрізнялася від сучасних людей: мозок за своїми анатомічними характеристиками ідентичний мозку наших сучасників, досить гармонійно розвинені руки вже були здатні виконувати дуже складні дії; у зовнішності — переважали європеоїдні ознаки.
Є і деякі тропічні риси: дуже вузька черепна коробка, низьке і вузьке обличчя, різке випинання обличчя вперед, дуже широкий ніс.
Тіло померлого було спеленато або зв'язано і засипано вохрою, низки кісткових намист і зубів песця. Костюм — шкіряна (замшева) або хутряна сорочка (типу малиці, що надівалася через голову), шкіряні довгі штани і зшите з ними шкіряне взуття (мокасини). Головний убір був шапкою, розшитою песцевими зубами.
Маленький об'єм мозкової капсули черепа з Костенок-14 свідчить про інородність цієї знахідки серед інших верхньопалеолітичних неоантропів. За даними багатовимірного аналізу череп Костенки-14 виявляється поряд з черепом Сунгир-1 і поблизу знахідок з Грота Дітей і печери Кро-Маньйон, але метричні характеристики і візуальний аналіз свідчать про відсутність схожості між цими формами. Конституціональний габітус людини з Костенок-14 відрізняється малою масою, низькорослістю, грацільністю, малою щільністю тіла, є протилежним варіантом скелету з Оберкасселя. Особливості статури людини з Костенок-14 прямо протилежні і особливостям людини з Сунгиря, брахіморфією, що відрізняється, великим зростом, великим умовним показником об'єму і високим відношенням маси тіла до його поверхні. Можливо, знахідка людини на Маркіній горі є свідченням раннього проникнення на Російську рівнину представника популяції, не пристосованої до життя навіть в умовах потепління.
Череп маркінця схожий на череп з місцезнаходження Таза I в Алжирі, який датується віком 16,1 тис. років тому.
Людина з Костенок-14 відноситься за своїм генетичним кодом до мітохондріальної гаплогрупи U (субклад U2) і Y-хромосомної гаплогрупи C1b-F1370*.

### Ресурси Інтернету
- Исследование памятников древнейшего этапа верхнего палеолита восточной Европы. Раскопки стоянки Костёнки 14 (Маркина Гора) [Архівовано 23 вересня 2017 у Wayback Machine.]
- M. V. Anikovich et al. Early Upper Paleolithic in Eastern Europe and Implications for the Dispersal of Modern Humans. Science 315, 223 (2007)
- Костёнки 12 — памятник начальной поры верхнего палеолита [недоступне посилання з квітня 2019]
- Официальный сайт музея Костёнки [Архівовано 13 лютого 2017 у Wayback Machine.]
- Найденный скелет [Архівовано 15 лютого 2017 у Wayback Machine.]
- В. Г. Моисеев, В. И. Хартанович. Новые результаты генетического анализа останков верхнепалеолитического человека со стоянки Костёнки XIV (Маркина Гора), 2014 [Архівовано 22 грудня 2015 у Wayback Machine.]
- Станислав Дробышевский. «Европейский папуас», или «Человек мира»: мужчина с Маркиной горы // «Природа» № 2, 2015. [Архівовано 28 серпня 2017 у Wayback Machine.]